# Gambela
För andra betydelser, se Gambela (olika betydelser).
Gambela (amhariska: ጋምቤላ, även Gambella) är regionhuvudstad i Gambela Hizboch i Etiopien. Staden ligger i Agnewakzonen och utgör där ett eget distrikt (wereda) som beräknades ha 54 580 invånare 2011 på en yta av 15,58 km². Gambela ligger vid Barofloden, som är ett biflöde till Sobat och senare till Vita Nilen. Den är Etiopiens enda farbara flod. Staden var en viktig hamnstad fram till 1990-talet då inbördeskrigen i Sudan och Etiopien avbröt handeln.